# Prochromadorella viridis
Prochromadorella viridis är en rundmaskart. Prochromadorella viridis ingår i släktet Prochromadorella och familjen Chromadoridae. Inga underarter finns listade i Catalogue of Life.